# Музаффар-шах II
Шамс ад-Дін Музаффар-шах II (*д/н — 5 квітня 1526) — 8-й султан Гуджарату в 1511–1526 роках.

## Життєпис
Син Махмуд-шаха I. Замолоду звався Халіл-хан. Наприкінці правління батька обіймав посаду маліка (намісника) Бароди. 1511 року після загибелі батька посів трон, взявши ім'я Музаффар-шах II. Незабаром заснував місто Даулатабад.
1512 року надав прихисток поваленому малавському султану Мухаммед-шаху II. В цей же час прийняв перського послав, що привіз листа від шаха Ісмаїла I, в якому той переконував султана прийняти шиїзм, а натмоість пропонував союз проти Португалії. Невдовзі надав тому військову допомогу, з якою було оточено малавську столицю Манду. Втім облога була невдалою й на початку 1513 року гуджаратське військо повернулося до Мухаммадабада в Гуджараті. Невдовзі розпочав карбування золотих монет нового типу, що отримали неофіційну назву музаффарі, які мали вагу 7,2 г.
У 1514 році Бгім, раджа Ідару, повстав, але був швидко переможений та погодився сплачувати данину. Невдовзі португальський губернатор Афонсу де Албукеркі прислав послів до Музаффар-шаха II, щоб отримати дозвіл на будівництво фортеці на острові Діу. Незважаючи на те, що султан відкинув прохання, відбувся обмін дипломатичними подарунками. Невдовзі повстав Раймал, що захопив владу в князівстві Ідар. але зрештою визнав владу султана.
У 1517 році надав прихисток малавському султанові Махмуд Шаху II, з яким 1518 року на чолі війська рушив проти візира Чанда Пурбії, що фактично керував Малавським султанатом. Після нетривалої облоги було захоплено столицю Манду, де вбито усіх раджпутів. Завдяки цьому вплив гуджаратського султана в Малаві суттєво збільшився. Але 1519 року Махмуд Шах II зазнав поразки від Санграм Сінґха, магарани Мевару (сюзерена Чанда Пурбії), захопившив полон малавського султана. Наслідком стало встановлення зверхності Меварського князівства над Малавським султанатом.
Невдовзі меварський магарана підійшов до Ідару, де повстав Раймал. Гуджаратські війська зазнали поразок в битвах біля Ідару та Ахмеднагару, розграбували місто Вішалнагар. Втім загроза з боку делійського султана Ібрагіма Лоді змусило Санграм Сінґха повернутися до себе.
У 1520 і 1521 роках було відбито спроби португальців захопити Діу. Також було відбито напад ворога на Музаффарабад. У 1521 році Музаффар-шах II відправив військо для помсти Мевару. Отримавши багаті подарунки та сина магарани в якості заручника, військо повернулося до Гуджарату. В наступні декілька років султан приділяв уваги внутрішнім справам, насамперед зміцненню кордонів та відновленню фортець. Також встановив дипломатичні відносини з мекканським шаріфом Абу Нумаєм II, якому надіслав коштовні подарунки.
Помер Музаффар-шах II у квітні 1526 року в Ахмедабаді. Йому спадкував син Сікандар-шах.

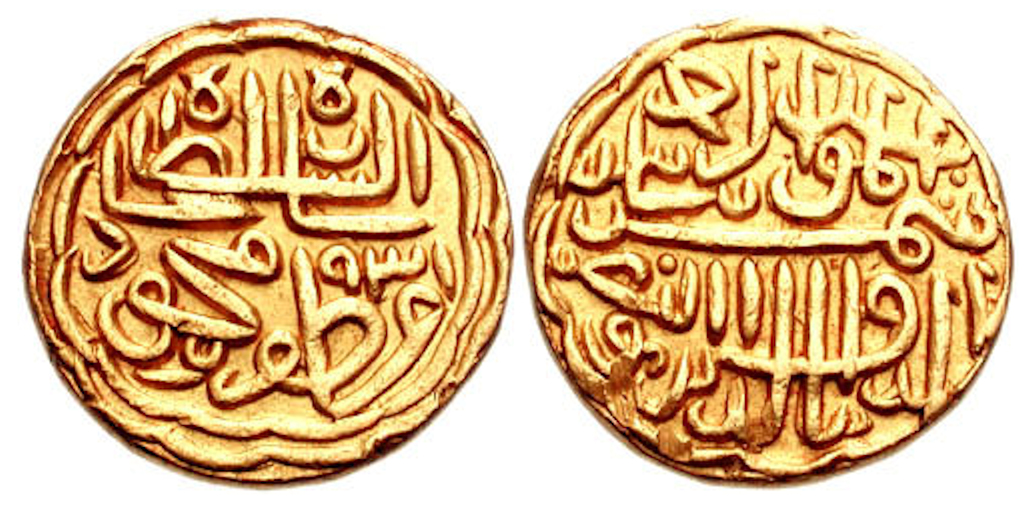
Музаффарі
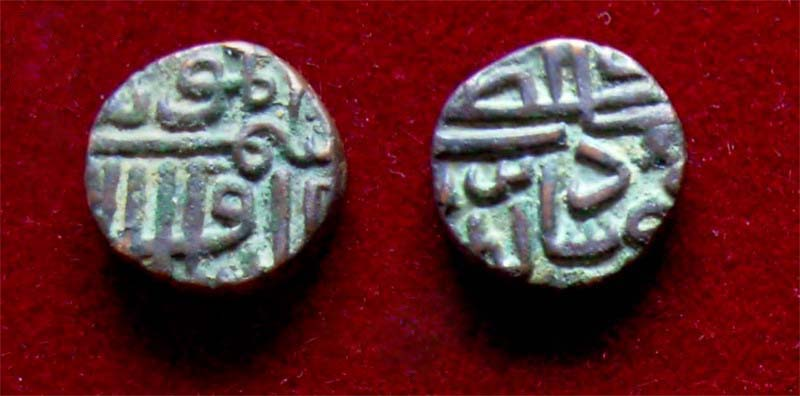
Мідна монета Музаффар-шаха II
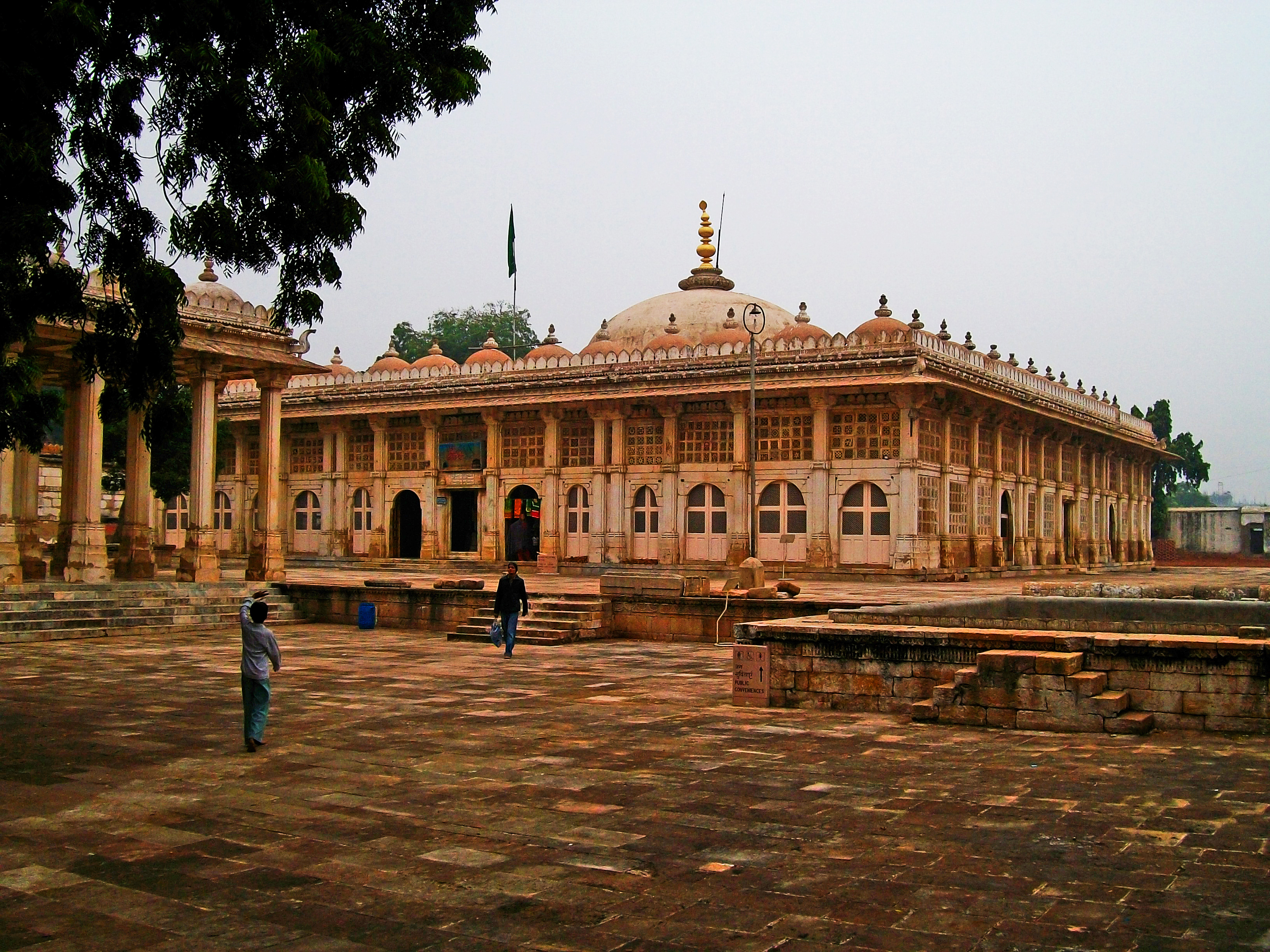
Гробниця шейха Ахмеда Хатту в мечеті  Сархедж-Роза. (м.Макарба) — місце поховання Музаффар-шаха II

## Генда
1514 року султан подарував Афонсу де Албукеркі, губернатору Португальської Індії, носорога на ім'я Генда для короля Мануелу I. Цей подарунок викликав справжній фурор у Португалії, оскільки в Європі ніхто не бачив живого носорога. Наприкінці 1515 року король відправив Генду як подарунок папі римському Леву X, але корабель, на якому перевозилася тварина, затонув. Пам'ять про носорога збереглася завдяки графюрі «Носоріг» художника Альбрехта Дюрера.